# ژرمن‌های شرقی

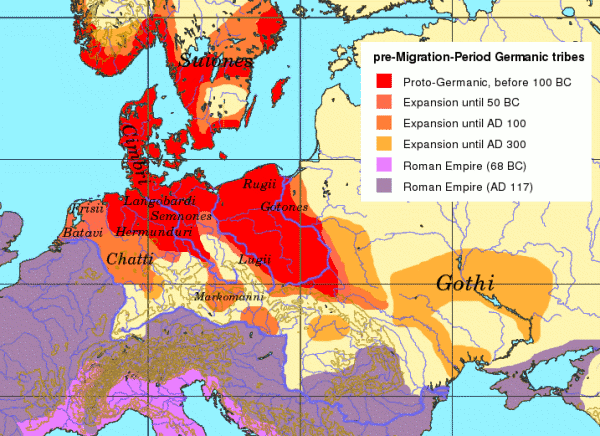
مناطق محل سکونت ژرمن‌های شرقی میان ۱۰۰ قبل از میلاد و ۳۰۰ میلادی.

ژرمن‌های شرقی گروهی از ژرمن‌های مهاجر بودند که میان سالهای ۶۰۰ تا ۳۰۰ قبل از میلاد، از اسکاندیناوی به نواحی میان رودهای اودر و ویستولا مهاجرت نمودند. آنان بعدها به سوی جنوب رفتند. برخلاف ژرمن‌های شمالی و غربی، ژرمن‌های شرقی چندان در حفظ قومیت و اصلیت خویش موفق نبودند بلکه با رومی‌ها و ژرمن‌های غربی درآمیختند.
با توجه به برخی نظریات، ژرمن‌های شرقی که با زبان‌های ژرمنی شمالی مرتبط می‌باشند، از اسکاندیناوی به ناحیه شرقی رود الب مهاجرت کردند.

## گروه‌ها
گروه‌های عمده ژرمن‌های شرقی بدین ترتیب می‌باشند:
- باستارنی
- بورگوندی‌ها
- گوت‌ها:
  - تروینگ‌ها
  - ویزیگوت‌ها
  - اوستروگوت‌ها
  - گوت‌های کریمه
  - گپیدها
- روگیان‌ها
- اسکیریا
- وندال‌ها
- هرولی